# Формальный язык

Синтаксическое подразделение в рамках формальной системы.

Форма́льный язы́к в математической логике, информатике и лингвистике — множество конечных слов (строк, цепочек) над конечным алфавитом. Понятие языка чаще всего используется в теории автоматов, теории вычислимости и теории алгоритмов. Научная теория, которая имеет дело с этим объектом, называется теорией формальных языков.
В теории моделей язык строится из множеств символов, функций и отношений вместе с их арностью, а также множества переменных. Каждое из этих множеств может быть бесконечным. Из языка вместе с универсальными логическими символами составляются логические высказывания.

## Определение
Формальный язык может быть определён по-разному, например:
- Простым перечислением слов, входящих в данный язык. Этот способ, в основном, применим для определения конечных языков и языков простой структуры.
- Словами, порождёнными некоторой формальной грамматикой (см. иерархия Хомского).
- Словами, порождёнными регулярным выражением.
- Словами, распознаваемыми некоторым конечным автоматом.
- Словами, порождёнными БНФ-конструкцией.

Например, если алфавит задан как {\displaystyle \{a,b\}}, а язык {\displaystyle L} включает в себя все слова над ним, то слово {\displaystyle ababba} принадлежит {\displaystyle L}. Пустое слово (то есть строка нулевой длины) допускается и часто обозначается как {\displaystyle e}, {\displaystyle \epsilon } или {\displaystyle \Lambda }.
Некоторые другие примеры формальных языков:
- множество {\displaystyle \{a^{n}\}}, где {\displaystyle n} — неотрицательное число, а {\displaystyle a^{n}} означает, что {\displaystyle a} повторяется {\displaystyle n} раз;
- множество синтаксически корректных программ в данном языке программирования.

## Операции
Некоторые операции могут быть использованы для того, чтобы порождать новые языки из данных. Предположим, что {\displaystyle L_{1}} и {\displaystyle L_{2}} являются языками, определёнными над некоторым общим алфавитом.
- Конкатенация (сцепление) {\displaystyle L_{1}L_{2}} содержит все слова, удовлетворяющие форме {\displaystyle vw}, где {\displaystyle v} — это слово из {\displaystyle L_{1}}, а {\displaystyle w} — слово из {\displaystyle L_{2}}.
- Пересечение {\displaystyle L_{1}\cap L_{2}} содержит все слова, содержащиеся и в {\displaystyle L_{1}}, и в {\displaystyle L_{2}}.
- Объединение {\displaystyle L_{1}\cup L_{2}} содержит все слова, содержащиеся в {\displaystyle L_{1}} или в {\displaystyle L_{2}}.
- Дополнение языка {\displaystyle L_{1}} содержит все слова алфавита, которые не содержатся в {\displaystyle L_{1}}.
- Правое отношение {\displaystyle L_{1}/L_{2}} содержит все слова {\displaystyle v}, для которых существует слово {\displaystyle w} в {\displaystyle L_{2}} такое, что {\displaystyle vw} находилось в {\displaystyle L_{1}}.
- Замыкание Клини {\displaystyle L_{1}^{*}} содержит все слова, которые могут быть записаны в форме {\displaystyle w_{1}w_{2}...w_{n}}, где {\displaystyle w_{i}} содержится в {\displaystyle L_{1}} и {\displaystyle n\geq 0}. Следует помнить, что это включает и пустое слово {\displaystyle \epsilon }, так как {\displaystyle n=0} допустимо по условию.
- Обращение {\displaystyle L_{1}^{R}} содержит обращённые слова из {\displaystyle L_{1}}.
- Смешение {\displaystyle L_{1}} и {\displaystyle L_{2}} содержит все слова, которые могут быть записаны в форме {\displaystyle v_{1}w_{1}v_{2}w_{2}...v_{n}w_{n}}, где {\displaystyle n\geq 1} и {\displaystyle v_{1},...,v_{n}} являются такими словами, что связь {\displaystyle v_{1}...v_{n}} находится в {\displaystyle L_{1}}, а {\displaystyle w_{1},...,w_{n}} являются такими словами, что {\displaystyle w_{1}...w_{n}} находятся в {\displaystyle L_{2}}.

## История
В XVII веке Готфрид Лейбниц представил и описал идею о «characteristica universalis» — универсальном и формальном языке, использующем пиктограммы. В этот период Карл Фридрих Гаусс также занимался проблемой нотацией Гаусса.
Готлоб Фреге попытался воплотить идеи Лейбница в системе обозначений, которая была впервые описана в его работе «Begriffsschrift» (1879) и более полно разработана в двухтомнике «Grundgesetze der Arithmetik» (1893/1903). Эта система описывала «формальный язык чистой логики».
В первой половине XX века были сделаны несколько разработок, имеющих отношение к формальным языкам. Аксель Туэ опубликовал четыре статьи, связанные с понятиями слов и языка, между 1906 и 1914 годами. В последней из них были представлены теории, которые Эмиль Пост позже назвал системами Туэ, и дал первый пример неразрешимой проблемы — проблемы равенства для полугрупп. Пост позже использовал эту статью в своём доказательстве в 1947 году «о том, что проблема слов для полугрупп является рекурсивно неразрешимой», а также разработал каноническую систему для создания формальных языков.
Ноам Хомский создал абстрактное представление формальных и естественных языков, известное как иерархия Хомского. В 1959 году Джон Бэкус разработал форму для описания синтаксиса языка программирования высокого уровня на основе своей работы по созданию Фортрана. Питер Наур был редактором «Доклада об алгоритмическом языке Алгол 60», в котором он использовал форму Бэкуса — Наура для описания формальной части Алгола 60.